# Lurikeen
Dans le folklore irlandais (en), le Lurikeen est un lutin et esprit familier des « tinkers » (ferblantiers itinérants), lié à la misère et aux défaites.